# Городцовка
Городцовка — поселок в Красноярском районе Самарской области в составе сельского поселения Светлое Поле. 

## География
Находится на в правобережье реки Сок на расстоянии менее 3 километров по прямой на запад от районного центра села Красный Яр.

## Население
Постоянное население составляло 215 человек, (русские 71%) в 2002 году, 292 в 2010 году.